# Laura Dern
Laura Elizabeth Dern, född 10 februari 1967 i Los Angeles i Kalifornien, är en amerikansk skådespelare. Hon har Oscarsnominerats tre gånger varav erhållit en vinst för Bästa kvinnliga biroll för Marriage Story. Hon har även vunnit fem Golden Globes, en Emmy och en BAFTA.

## Biografi
Laura Dern är dotter till Bruce Dern och Diane Ladd. Hon blev till under inspelningen av De vilda änglarna (1966). Hon är även släkt med poeten, författaren och kongressbibliotekarien Archibald MacLeish.
Derns första roll var som en statist i filmen Kör hårt, McKlusky! som hennes mor hade en roll i. 1982, när hon var 15 år gammal fick hon vara Miss Golden Globe, alltså den person som assisterar i att dela ut själva statyetten på galan. Samma år var hon med i den kultförklarade filmen Ladies and Gentleman, The Fabulous Stains. Året därpå, när hon var 16 år, tog hon sin examen tidigt och blev myndigförklarad så att hon kunde jobba samma antal timmar på en filminspelning som en vuxen. Hon började också plugga både psykologi och journalism på UCLA, men hoppade av efter två dagar eftersom hon fick rollen som Sandy Williams i Blue Velvet (1986).
David Lynch, som regisserade Blue Velvet anlitade även Dern på sin nästkommande film, Wild at Heart (1990). För båda filmerna blev hon kritikerrosad och Blue Velvet anses vara hennes stora genombrott. Dern gjorde en audition för huvudrollen i När lammen tystnar men förlorade rollen mot Jodie Foster för Foster ansågs vara ett större namn. Istället fick hon rollen som Rose i Natten med Rose (1991) där hon spelade mot sin mor. År 1992, blev de de första mor och dotter att nomineras till en Oscar på Oscarsgalan där Laura var nominerad till bästa kvinnliga biroll och hennes mor till bästa kvinnliga huvudroll. Året därpå vann hon en Emmy för sin roll i Afterburn.
Året därpå, 1993, kom både Steven Spielbergs Jurassic Park och Clint Eastwoods A Perfect World som båda hade henne som första val för sina roller. De gav henne det stora internationella genombrottet. För att undvika att få samma roller tackade hon efter dessa två filmer nej till många storfilmer. Hon förklarade dock senare att hon tyckte att åldersskillnaden i Jurassic Park mellan henne och motspelaren Sam Neill var för stor. Han var 43 år, och hon var 23 då filmen spelades in. 
Hon återkom sedan i uppföljaren Jurassic World Dominion där hon spelade mot Sam Neill igen. Hon har förklarat sitt beslut med att hon ville ta ansvar för den karaktär som betytt så mycket för många, och hon utvecklade också karaktären tillsammans med Spielberg. Det skulle bli en aktivist som kämpar mot storföretagens girighet. För den fick hon fina recensioner där många menade att hon var filmens höjdpunkt. Finska Hufvudstadsbladet skrev "Jurassic World är död, länge leve Laura Dern."
Från december 2005 till september 2013 var Dern gift med singer-songwritern Ben Harper som hon har två barn med.

## Filmografi (i urval)
| År   | Titel                                     | Roll                      | Notering            |
| ---- | ----------------------------------------- | ------------------------- | ------------------- |
| 1973 | Kör hårt, McKlusky!                       | Sharon Anne               | Ej krediterad       |
| 1974 | Alice bor inte här längre                 | Glassätare                | Ej krediterad       |
| 1980 | Foxes – tjejmaffian                       | Debbie                    |                     |
| 1982 | Ladies and Gentlemen, The Fabulous Stains | Jessica McNeil            |                     |
| 1983 | Grizzly II: Revenge                       | Tina                      | Släpptes först 2020 |
| 1984 | Teachers                                  | Diane Warren              |                     |
| 1985 | Mask                                      | Diana Adams               |                     |
| 1985 | Smooth Talk                               | Connie Wyatt              |                     |
| 1986 | Blue Velvet                               | Sandy Williams            |                     |
| 1988 | Haunted Summer                            | Claire Clairmont          |                     |
| 1989 | I skuggan av en hemlighet                 | Kathleen Robinson         |                     |
| 1990 | Wild at Heart                             | Lula Fortune              |                     |
| 1991 | Natten med Rose                           | Rose                      |                     |
| 1992 | Afterburn                                 | Janet Harduvel            | Tv-film             |
| 1993 | Jurassic Park                             | Dr. Ellie Sattler         |                     |
| 1993 | A Perfect World                           | Sally Gerber              |                     |
| 1996 | Citizen Ruth                              | Ruth Stoops               |                     |
| 1996 | Ruby Ridge                                | Vicki Weaver              | Tv-film             |
| 1996 | Horungen                                  | Narrator                  | Röstroll            |
| 1999 | October Sky                               | Miss Riley                |                     |
| 2000 | Dr. T och kvinnorna                       | Peggy                     |                     |
| 2001 | Jurassic Park III                         | Dr. Ellie Sattler         |                     |
| 2001 | Focus                                     | Gertrude Hart             |                     |
| 2001 | I Am Sam                                  | Randy Carpenter           |                     |
| 2001 | Novocaine                                 | Jean Noble                |                     |
| 2002 | Goose                                     | Narrator                  | Kortfilm, röstroll  |
| 2004 | We Don't Live Here Anymore                | Terry Linden              |                     |
| 2005 | Happy Endings                             | Pam Ferris                |                     |
| 2006 | The Prize Winner of Defiance, Ohio        | Dortha Schaefer           |                     |
| 2006 | Lonely Hearts                             | Rene Fodie                |                     |
| 2006 | Inland Empire                             | Nikki Grace / Susan Blue  | Även producent      |
| 2007 | Year of the Dog                           | Bret Spade                |                     |
| 2008 | Recount                                   | Katherine Harris          | Tv-film             |
| 2009 | Tenderness                                | Aunt Teresa               |                     |
| 2010 | Everything Must Go                        | Delilah                   |                     |
| 2010 | Little Fockers                            | Prudence Simmons          |                     |
| 2012 | The Master                                | Helen Sullivan            |                     |
| 2014 | Förr eller senare exploderar jag          | Frannie Lancaster         |                     |
| 2014 | Wild                                      | Bobbi Lambrecht           |                     |
| 2014 | 99 Homes                                  | Lynn Nash                 |                     |
| 2015 | Bravetown                                 | Annie                     |                     |
| 2016 | Certain Women                             | Laura Wells               |                     |
| 2016 | The Founder                               | Ethel Kroc                |                     |
| 2017 | Wilson                                    | Pippi                     |                     |
| 2017 | Downsizing                                | Laura Lonowski            |                     |
| 2017 | Star Wars: The Last Jedi                  | Vice Admiral Amilyn Holdo |                     |
| 2018 | The Tale                                  | Jennifer Fox              |                     |
| 2018 | Trial by Fire                             | Elizabeth Gilbert         |                     |
| 2019 | Cold Pursuit                              | Grace Coxman              |                     |
| 2019 | Marriage Story                            | Nora Franshaw             |                     |
| 2019 | Unga kvinnor                              | Marmee March              |                     |
| 2022 | Jurassic World Dominion                   | Dr. Ellie Sattler         |                     |
| 2022 | The Son                                   | Kate                      |                     |

### TV
| År        | Titel                 | Roll                     | Notering                                     |
| --------- | --------------------- | ------------------------ | -------------------------------------------- |
| 1980      | Insight               | Amy                      | Avsnitt: "Who Loves Amy Tonight?"            |
| 1981      | Shannon               | Okänd                    | Avsnitt: "Gotham Swansong"                   |
| 1989      | Nightmare Classics    | Rebecca                  | 1 avsnitt                                    |
| 1993      | Fallen Angels         | Annie Ainsley            | Avsnitt: "Murder, Obliquely"                 |
| 1995      | Frasier               | June                     | Röstroll, Avsnitt: "Sleeping with the Enemy" |
| 1997      | Ellen                 | Susan                    | 2 avsnitt                                    |
| 2002      | Vita huset            | Laureate Tabatha Fortis  | Avsnitt: "The US Poet Laureate"              |
| 2002-2003 | King of the Hill      | Serving Wench            | Röstroll, 2 avsnitt                          |
| 2011-2013 | Enlightened           | Amy Jellioce             | 18 avsnitt, även producent och skapare.      |
| 2014      | Kroll Show            | Cleo                     | 2 avsnitt                                    |
| 2015      | The Mindy Project     | Dr. Ludmilla Trapeznikov | Avsnitt: "The Best Man"                      |
| 2015-2021 | F Is For Family       | Sue Murphy               | Röstroll, 44 avsnitt                         |
| 2017-2019 | Big Little Lies       | Renata Klein             | 14 avsnitt                                   |
| 2017      | The Last Man on Earth | Catherine                | Avsnitt: "Got Milk?"                         |
| 2017      | Twin Peaks            | Diane Evans              | 9 avsnitt                                    |
| 2022      | The White Lotus       | Abby                     | Röstroll, 2 avsnitt, ej krediterad           |
| 2024      | Palm Royale           | Linda Shaw               | Även Producent                               |